# Le Monde d'hier (film)
Pour le livre, voir Le Monde d'hier. Souvenirs d'un Européen.
Pour plus de détails, voir Fiche technique et Distribution.
Le Monde d'hier est un film dramatique français co-écrit et réalisé par Diastème, sorti en 2022.

## Synopsis
À trois jours du premier tour de l’élection présidentielle, la présidente de la République, Élisabeth de Raincy (Léa Drucker), souhaite arrêter la vie politique. Le secrétaire général de l'Élysée, Franck L’Herbier, lui annonce qu'un scandale ayant lieu à l'étranger risque de déclencher la défaillance sociale et que François Willem, le candidat d’extrême droite, pourrait gagner…

## Fiche technique
Sauf indication contraire, les informations mentionnées dans cette section peuvent être confirmées par les bases de données cinématographiques IMDb, Allociné et Unifrance,  présentes dans la section « Liens externes ».
- Titre original : Le Monde d'hier
- Réalisation : Diastème
- Scénario : Diastème et Fabrice Lhomme, avec la participation de Gérard Davet et Christophe Honoré
- Musique : Valentine Duteil
- Décors : Valérie Valéro
- Costumes : Frédéric Cambier
- Photographie : Philippe Guilbert
- Son : Nicolas Waschkowski
- Montage : Chantal Hymans
- Production : Marielle Duigou et Philippe Lioret
- Sociétés de production : Fin Août Productions
- Société de distribution : Pyramide Distribution
- Budget : environ 2,3 millions d'euros[1]
- Pays de production :  France
- Langue originale : français
- Format : couleur — 2,35:1
- Genre : drame
- Durée : 89 minutes
- Date de sortie :
  - France : 30 mars 2022

## Distribution
Sauf indication contraire, les informations mentionnées dans cette section peuvent être confirmées par les bases de données cinématographiques IMDb, Allociné et Unifrance,  présentes dans la section « Liens externes ».
- Léa Drucker : Élisabeth de Raincy, la présidente de la République
- Denis Podalydès : Franck L'Herbier, le secrétaire général de l'Élysée
- Alban Lenoir : Patrick Hérouais
- Benjamin Biolay : Didier Jansen, le Premier ministre
- Jacques Weber : Luc Gaucher, le candidat Républicain
- Thierry Godard : François Willem, le député U2N, candidat d’extrême droite
- Emma de Caunes : Lucie
- Jeanne Rosa : Clémence
- Luna Lou : Mila, la fille de la présidente
- Frédéric Andrau : Dimitri

## Production

### Développement

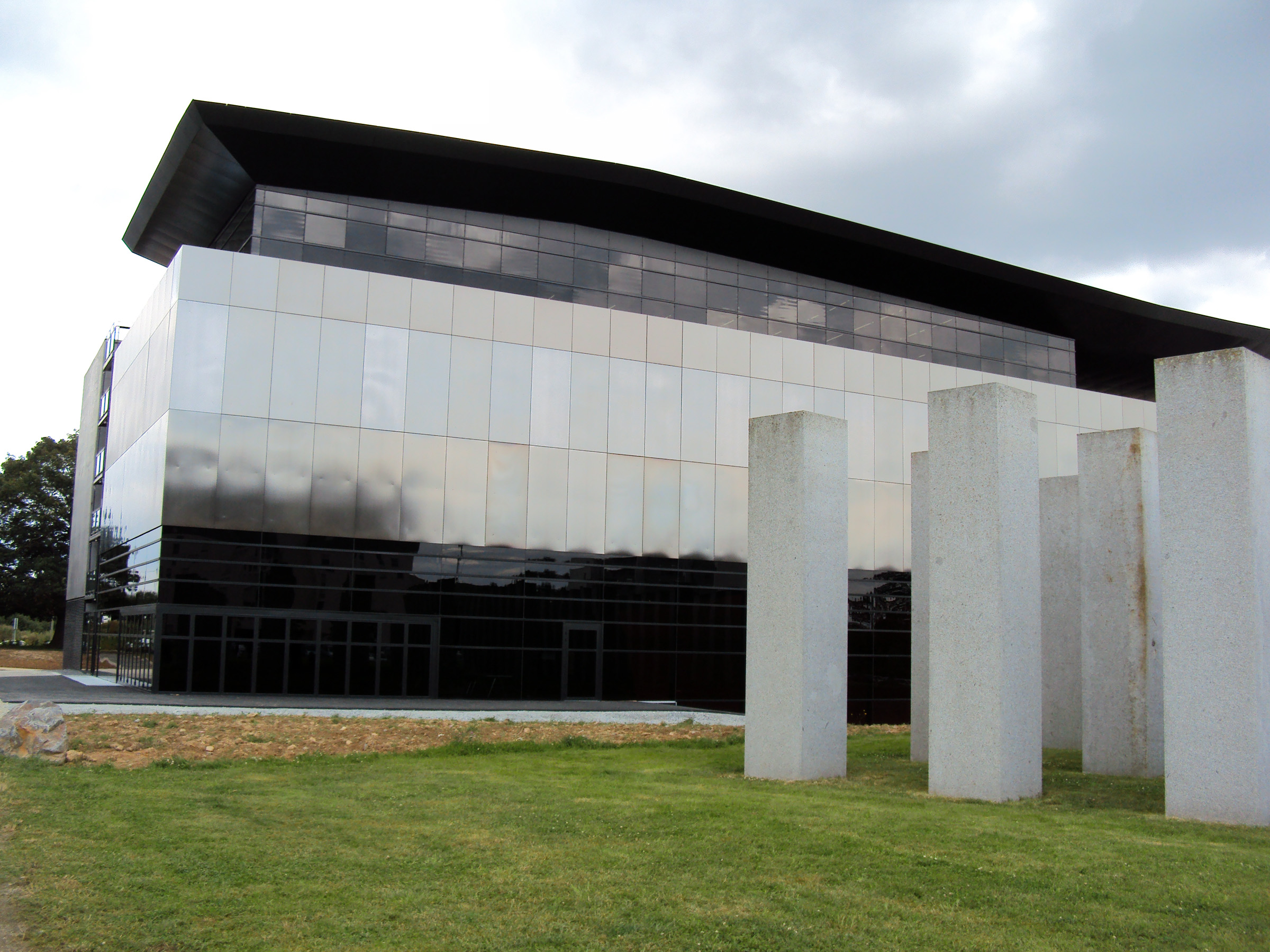
Le fonds régional d'art contemporain, transformé en commissariat pour le film.

En janvier 2021, la production du film de Diastème est à la recherche de figurants à Rennes. Le film est produit par Fin Août Productions et les rôles principaux sont : Léa Drucker, Alban Lenoir, Denis Podalydès et Benjamin Biolay.

### Tournage
Le tournage a lieu à Rennes du 28 janvier au 12 février 2021,. Le restaurant Le Bèje a servi de décors pour le besoin du film et le fonds régional d'art contemporain a été utilisé comme un commissariat. Il a également lieu dans les Yvelines, « à moitié dans un château de Rambouillet, à moitié à la mairie de Rennes » pour en faire des décors intérieurs du palais de l'Élysée.

### Musique
La musique du film est composée par Valentine Duteil, dont la bande originale est sortie le 30 mars 2022 par Fin Aout Productions :
Liste de pistes
1. Prélude (1:30)
2. Sarabande (2:49)
3. Andante (2:07)
4. Largo (2:10)
5. Largo 2 (1:07)
6. Largo 3 (1:02)
7. Allegro (1:31)
8. Nocturne 1 (2:29)
9. Nocturne 2 (2:57)
10. Nocturne 3 (2:00)
11. Final (2:57)
12. Sarabande 2 (2:07)

## Accueil

### Accueil critique
En France, le site Allociné propose une moyenne de 3,3/5 à partir de l'interprétation des critiques de presse recensées.

### Box-office
Après une première semaine en salles (moins de 200), le film attire 43 740 spectateurs pour terminer sa course à 78 635 entrées, dépassant difficilement les 400 000 € pour un budget de plus de 2 millions d'euros,.

### Document
- Dossier de presse Le Monde d'hier